# Institucionální analýza
Institucionální analýza je ta část společenských věd, která zkoumá, jak se chovají a fungují instituce, ať už podle pravidel empirických (neformálních) nebo teoretických (formální pravidla a právo).

## Metodologie institucionální analýzy
Kroky institucionální analýzy jsou následující:
1. určení studijní oblasti a účelu analýzy
2. předběžné zkoumání sektoru
3. konstrukce předpokládané institucionální arény
4. identifikace odchylky
5. návrh specifického research designu
6. monitorování odchylek
7. analýza institucionální arény